# Кокша (приток Иртыша)
Кокша — река в России, протекает по Знаменскому и Тевризскому районам Омской области. Устье реки находится в 1263 км по правому берегу реки Иртыш. Длина реки составляет 18 км.

## Данные водного реестра
По данным государственного водного реестра России относится к Иртышскому бассейновому округу, водохозяйственный участок реки — Иртыш от впадения реки Омь до впадения реки Ишим, без реки Оша, речной подбассейн реки — бассейны притоков Иртыша до впадения Ишима. Речной бассейн реки — Иртыш.